# Sorgu
Sorgu – niewielka wyspa należąca do Estonii położona na morzu Bałtyckim, w Zatoce Parnawskiej około 5 kilometrów na południowy wschód od wyspy Manilaid. Ma powierzchnię 5,88 ha, jej linia brzegowa wynosi 2079 m. Administracyjnie należy do wsi Manija w gminie Tõstamaa. Wyspa oraz otaczające ją wody zostały objęte ochroną. W XVI wieku występuje pod nazwą Sorkholm. W 2014 roku utworzono rezerwat przyrody Sorgu looduskaitseala o powierzchni 274 ha. Na wyspie znajduje się latarnia morska wybudowana w 1904 r.